# Cigintung (Kuningan)
Cigintung is een bestuurslaag in het regentschap Kuningan van de provincie West-Java, Indonesië. Cigintung telt 2948 inwoners (volkstelling 2010).